# St. Bartholomäus (Kleinhöhenrain)

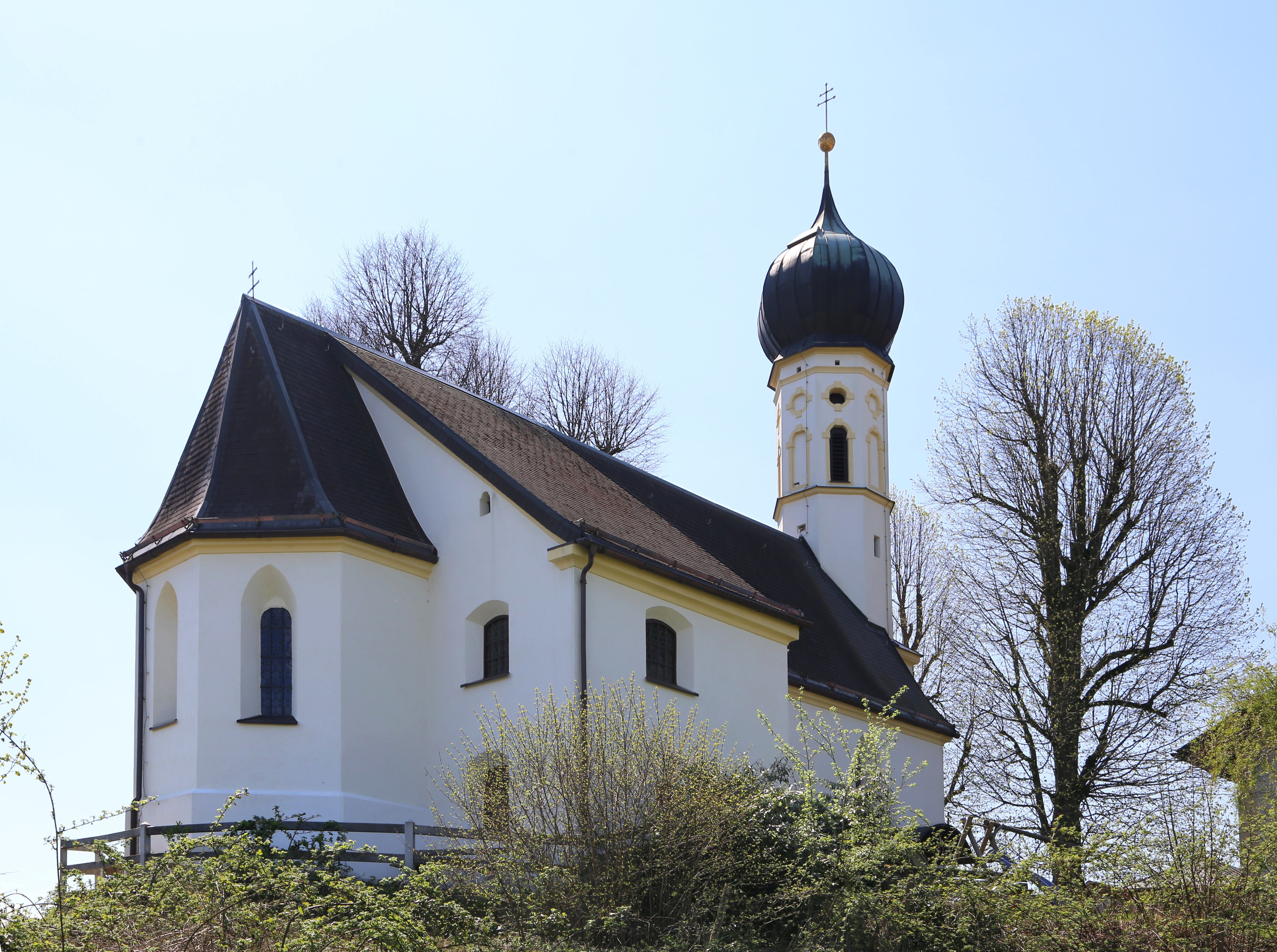
St. Bartholomäus in Kleinhöhenrain

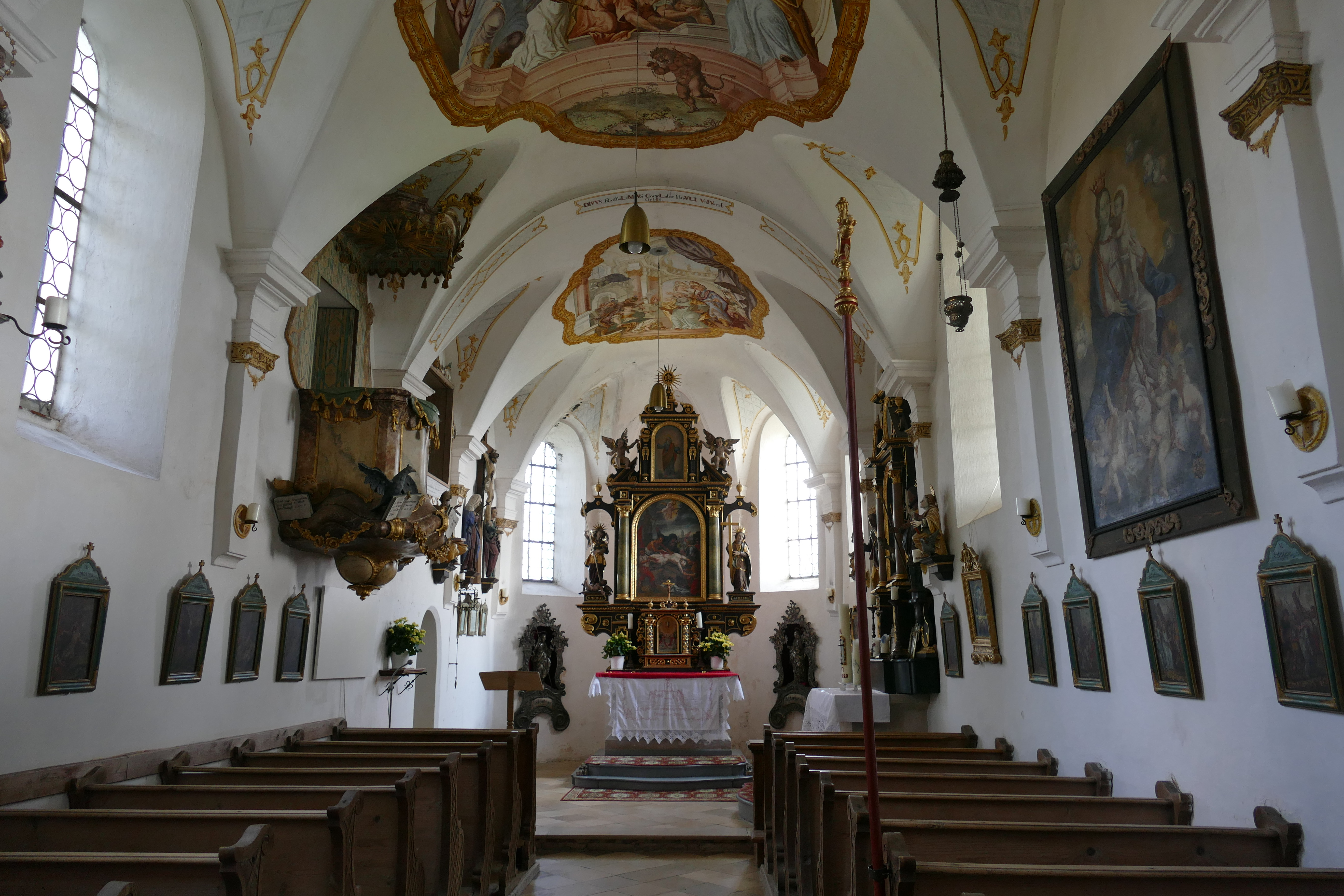
Innenansicht

Die römisch-katholische Filialkirche St. Bartholomäus steht in Kleinhöhenrain, einem Gemeindeteil von Feldkirchen-Westerham im oberbayerischen Landkreis Rosenheim. Sie ist in der Liste der Baudenkmäler in Feldkirchen-Westerham unter der Nr. D-1-87-130-32 eingetragen. Die Kirche gehört zum Dekanat Rosenheim im Erzbistum München und Freising.

## Beschreibung
St. Bartholomäus ist eine im Kern romanische, im 15. Jahrhundert um den spätgotischen Ostabschluss erweiterte und eingewölbte Saalkirche. An ihr romanisches, 1785 nach Westen verlängertes Langhaus schließen sich im Osten der dreiseitig geschlossene Chor und im Norden die Sakristei mit darüberliegendem Oratorium an. Im Westen steht der Kirchturm mit Zwiebelhaube; er wurde im Lauf der Geschichte mit achteckigen Geschossen aufgestockt.
Der Innenraum ist mit einem Stichkappengewölbe überspannt. Die Deckenmalerei mit der Darstellung der Teufelsaustreibung und Predigt durch den Apostel Bartholomäus entstand 1785. Der 1649 aufgestellte Hochaltar wird von den Skulpturen des Erzengels Michael und der heiligen Helena flankiert. Auf dem Altarretabel ist das Martyrium des Apostels Bartholomäus dargestellt. Die Kanzel mit reichhaltigen Verzierungen und figürlichen Darstellungen der Evangelistensymbole im unteren Bereich des Kanzelkorbs schuf 1784 der Bildhauer Joseph Götsch.